# فرانکو پانچری
فرانکو پانچری (انگلیسی: Franco Pancheri؛ زادهٔ ۲۵ ژانویهٔ ۱۹۵۸) بازیکن فوتبال اهل ایتالیا است.
از باشگاه‌هایی که در آن بازی کرده‌است می‌توان به باشگاه فوتبال اینتر میلان، باشگاه فوتبال کرمونزه، باشگاه فوتبال اودینزه، باشگاه فوتبال چزنا، و باشگاه فوتبال کومو اشاره کرد.